# Eudamidas III.
Eudamidas III. nebo Eurydamidas; (starořecky Ευδαμίδας) z královského rodu Eurypontovců byl králem Sparty od roku 241 před Kr. do roku 228 před Kr. Vládl spolu s Leónidem II. z rodu Agiovců – od roku 241 před Kr. do roku 235 před Kr. Později s jeho synem Kleomenem III., a to od roku 235 před Kr. do roku 228 před Kr.
Eudamidas byl synem popraveného krále Sparty Agidem IV., který se pokusil ve Spartě zavést sociální reformy. Zavedení těchto reforem bránila silná opozice v jejímž čele stál jeho spolukrál Leónidas II. a Eforie. Celý tento politický boj nakonec skončil uvězněním krále Agida IV. a jeho popravou. Agis IV. i když měl tehdy jen čtyřiadvacet let nezemřel bezdětný. Manželka Agiatis mu porodila syna Eudamida a ten se jako jeho nejbližší příbuzný z rozhodnutí Eforie stal jeho následníkem. Eudamidas se stal králem když byl ještě dítětem, takže vládl jen formálně, ale i později měl své pravomoci výrazně omezeny. V Spartě vládl s podporou Eforie jeho spolukrál Leónidas.
V roce 235 před Kr. Leónidas II. zemřel a spolukrálem Eudamida se stal Kleomenes III. Po sedmi letech spoluvlády s Kleomenem III. ale mladý Eudamidas za nevyjasněných okolností zemřel. Podle Pausania ho dal Kleomenes otrávit, což je velmi pravděpodobné, neboť Kleomenes dal zavraždit i jeho strýce Archidama V. a po krátkém čase se stal jeho nástupcem. Byla to doba, kdy Kleomenes III. při zavádění svých reforem odstraňoval odpůrce reformy a lidi co mu stáli v cestě dosažení absolutní moci ve státě. Po těchto čistkách dosadil na místo spolukrále svého bratra Eukleida, čímž porušil staletou tradici (určenou Lykurgovým zákonem), že spartský trůn spolukrále neobsadil člen královské rodiny Eurypontidů, ale člen jeho rodu.